# Rijksbeschermd gezicht Delft - TU-Noord
Gezicht Delft - TU-Noord is een van rijkswege beschermd stadsgezicht in de buurt TU-Noord in de wijk Wippolder in Delft in de Nederlandse provincie Zuid-Holland. De procedure voor aanwijzing werd gestart op 16 november 2005. Het gebied werd op 26 juni 2013 definitief aangewezen. Het beschermd gezicht beslaat een oppervlakte van 32,4 hectare.
Panden die binnen een beschermd gezicht vallen krijgen niet automatisch de status van beschermd monument. Wel zal de gemeente het bestemmingsplan aanpassen om nieuwe ontwikkelingen in het gebied te reguleren. De gezichtsbescherming richt zich op de stedenbouwkundige en cultuurhistorische waardering van een gebied en wil het toekomstig functioneren daarvan veiligstellen.